# Quiringuicharo (Chiapas)
Quiringuicharo es una localidad del estado mexicano de Chiapas. Es parte del municipio de Marqués de Comillas.

## Demografía
| Gráfica de evolución demográfica |
|                                  |

| Censo | Población |
| ----- | --------- |
| 1980  | 293       |
| 1990  | 712       |
| 2000  | 1 045     |
| 2010  | 948       |
| 2020  | 1 268     |